# Tourisme en Rhône-Alpes
La région Rhône-Alpes regroupe huit départements : l'Ain, l'Ardèche, la Drôme, l'Isère, la Loire, le Rhône, la Savoie et la Haute-Savoie. Deuxième région de France en superficie (43 698 km2) après Midi-Pyrénées, Rhône-Alpes est également la deuxième en population (6 117 229 habitants en 2008) après l'Île-de-France. Sa préfecture est Lyon.
Très touristique, la région Rhône-Alpes est en 2008 la deuxième destination française en termes de nuitées(9,1 % des nuitées). Elle se place ainsi après Provence-Alpes-Côte d'Azur (10,3 % des nuitées) et devant le Languedoc-Roussillon (8,1 % des nuitées).
Le tourisme en région Rhône-Alpes tire son dynamisme de ses nombreuses stations de sports d'hiver et stations thermales, d'atouts naturels exceptionnels (tels que le mont Blanc, le lac Léman, ou les Gorges de l'Ardèche par exemple), de ses 2 Parcs Nationaux (le Parc national de la Vanoise et le Parc national des Écrins), de ses 7 Parcs naturels régionaux (les Bauges, la Chartreuse, le Vercors, le Haut-Jura, le Pilat, les Monts d'Ardèche et le Livradois-Forez), ou encore de l'attractivité de ses villes (à l'image de Lyon, inscrite sur la liste du patrimoine mondial de l'Unesco).

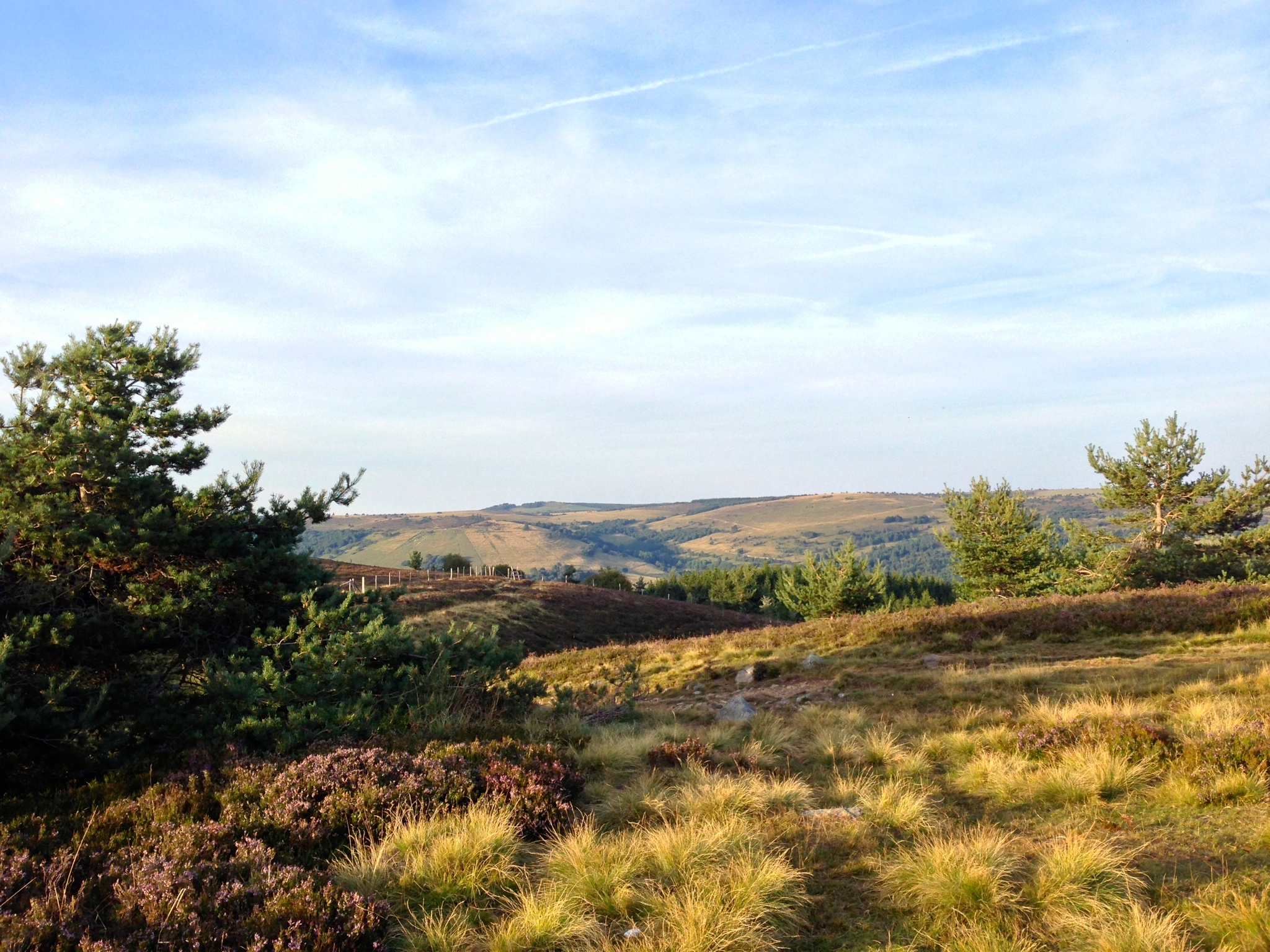
Les Hautes Chaumes du Forez dans le Massif central dont une partie dans le département de la Loire

## Histoire du tourisme en Rhône-Alpes

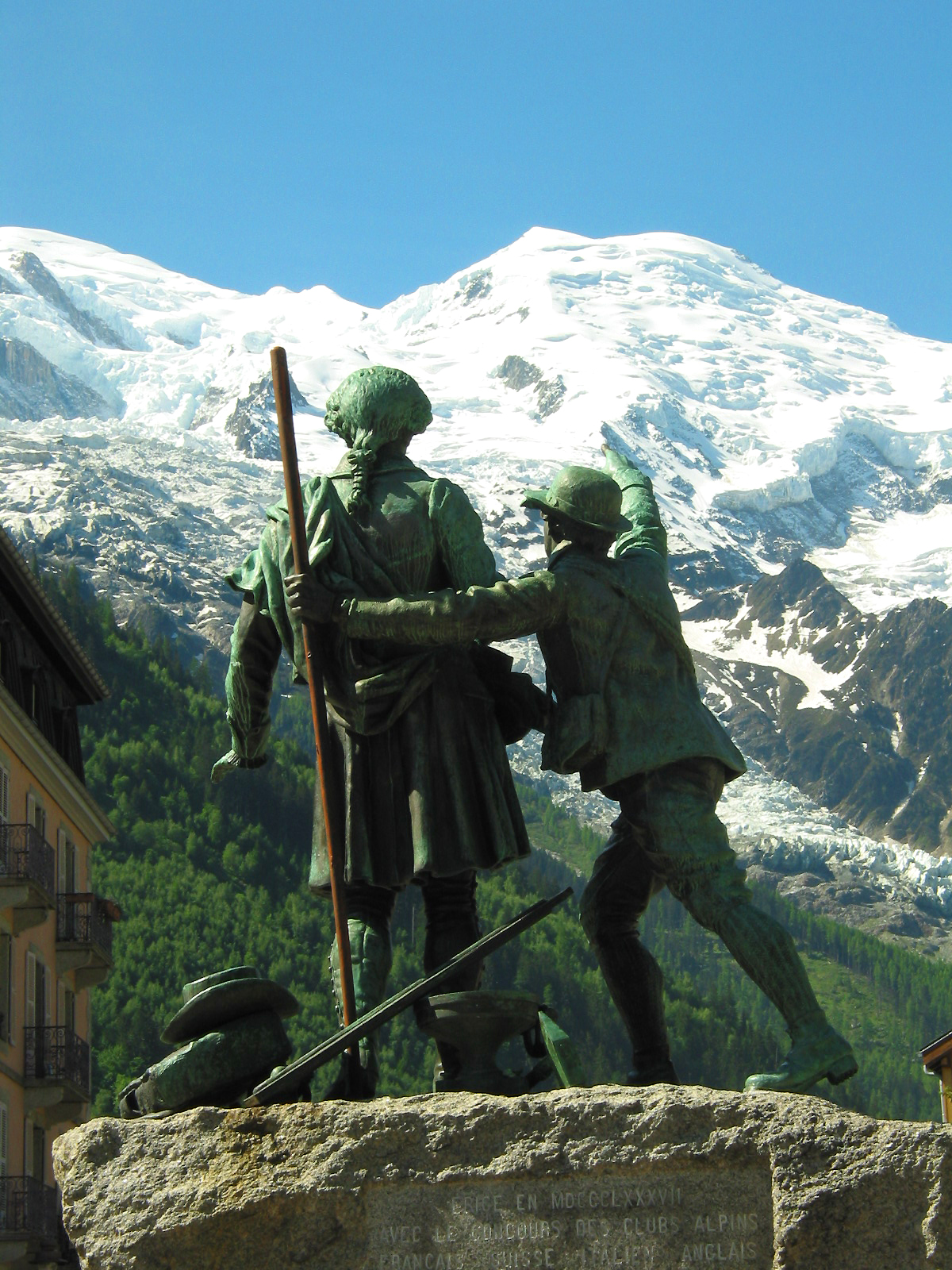
Statue du guide Jacques Balmat indiquant le sommet du Mont Blanc de sa main droite à Horace-Bénédict de Saussure.

C'est dans les Pays de Savoie, aux environs du XVIIIe siècle, qu'est né le tourisme en Rhône-Alpes. À cette époque, le tourisme était bien différent de ce que nous connaissons aujourd'hui, et le terme de tour était utilisé uniquement en Grande-Bretagne pour désigner, le Grand Tour of Europe (« Grand Tour de l'Europe »), destiné à parachever l'éducation des jeunes gentilshommes de l'aristocratie britannique. Ces jeunes hommes se rendaient alors partout en Europe, principalement dans des lieux d'intérêt culturel et esthétique comme les grandes capitales européennes (notamment Rome ou Paris), la Toscane ou encore les Alpes.
De nombreux artistes britanniques et européens faisaient déjà depuis le XVIe siècle le « voyage en Italie », comme Claude Lorrain. Si Rome, Naples et Florence attiraient depuis longtemps les visiteurs étrangers, c'est l'influence des poètes romantiques comme Lord Byron et William Blake qui rendirent la campagne, les Alpes, les torrents et les gorges de montagnes, populaires. Les aristocrates britanniques du XVIIIe siècle se passionnaient pour ce « Grand Tour », et jouèrent notamment un rôle prépondérant dans la naissance de l'archéologie, avec la découverte entre autres de Pompéi ou d'Herculanum.
En 1741, William Windham (1697-1761) et Richard Pococke (1704-1765) découvrent les glaciers de Chamouni et leurs récits parcourent les salons londoniens et parisiens. La vallée de l’Arve et surtout le site de Chamonix deviennent la destination phare de ce tourisme naissant. Il faut attendre 1786, pour que le guide Jacques Balmat et sa cordée atteignent, après deux essais infructueux, le sommet du Mont Blanc : Chamonix devient alors la capitale mondiale de l’alpinisme.

### L'apparition du thermalisme
Le tourisme reste ensuite limité au fond des vallées alpines, et principalement aux villes lacustres autour des lacs du Léman (Genève, Thonon-les-Bains, Évian-les-Bains), du Bourget (Aix-les-Bains) ou encore d’Annecy.
Au XIXe siècle, porté par le mouvement du romantisme, c'est au tour du thermalisme de connaître un engouement exceptionnel en France, principalement dans les régions de montagne comme les Pyrénées ou les Alpes. Pour des raisons d'accessibilité, les stations se développeront d'abord à proximité immédiate ou à l'intérieur des grandes villes. Très rapidement, l'extension des liaisons ferroviaires désenclave ces stations isolées, et les rend accessibles aux Parisiens et aux étrangers. La croissance de la fréquentation s'emballe, et l'on passe de 22 000 curistes en 1822 à 120 000 en 1855.
D'après Serge Paquier, ce sont les médecins qui sont à l'origine du succès des cures thermales, avec la naissance d'une médecine thermale organisée autour de Maxime Durand-Fardel, créateur de la « Société d'hydrologie » (en 1853) et maître d'œuvre du « Dictionnaire général des eaux minérales » (en 1860). Très vite cependant, le thermalisme se détourne de son objectif médical, et devient à vocation touristique : à Saint-Gervais-les-Bains par exemple, dont les premières sources thermales sont découvertes en 1806, on croise une clientèle internationale, plutôt aristocratique, en quête de détente et de distractions plus que de traitement médical.

### L'apparition des sports d'hiver
Le tourisme prend donc son envol à Chamonix à la fin du XVIIIe siècle, amorcé par l’alpinisme et le thermalisme. Quelques hôtels-chalets sont ainsi construits (col de la Vanoise, inauguré par Félix Faure en 1897), et même quelques refuges (l'observatoire Vallot associé à un refuge, 1892,, refuge des Grands Mulets, 1897). Mais le véritable essor de ce tourisme d’hiver prend naissance avec le ski. Il faut rappeler que la présence de pentes et de neiges ne garantissent pas la pratique du ski qui est né de la volonté de quelques acteurs extérieurs ou locaux.
Le développement du ski à la fin des années 1880 et la création des premières pistes de ski dans les Alpes (Saint-Moritz en Suisse) permet le développement des premières stations de ski à partir de villages notamment Chamonix, Megève (station créée par une journaliste sportive et la Baronne Noémie de Rothschild en 1921) ou encore Pralognan-la-Vanoise.
Les premiers Jeux olympiques d'hiver ont lieu à Chamonix en 1924, mais le ski alpin n'y est pas encore présent. Pourtant, les premières stations hivernales émergent déjà.
Aujourd'hui, Rhône-Alpes est le premier domaine skiable du monde avec ses 147 stations réparties sur plusieurs départements.
On classe généralement les stations de sports d'hiver en quatre catégories:

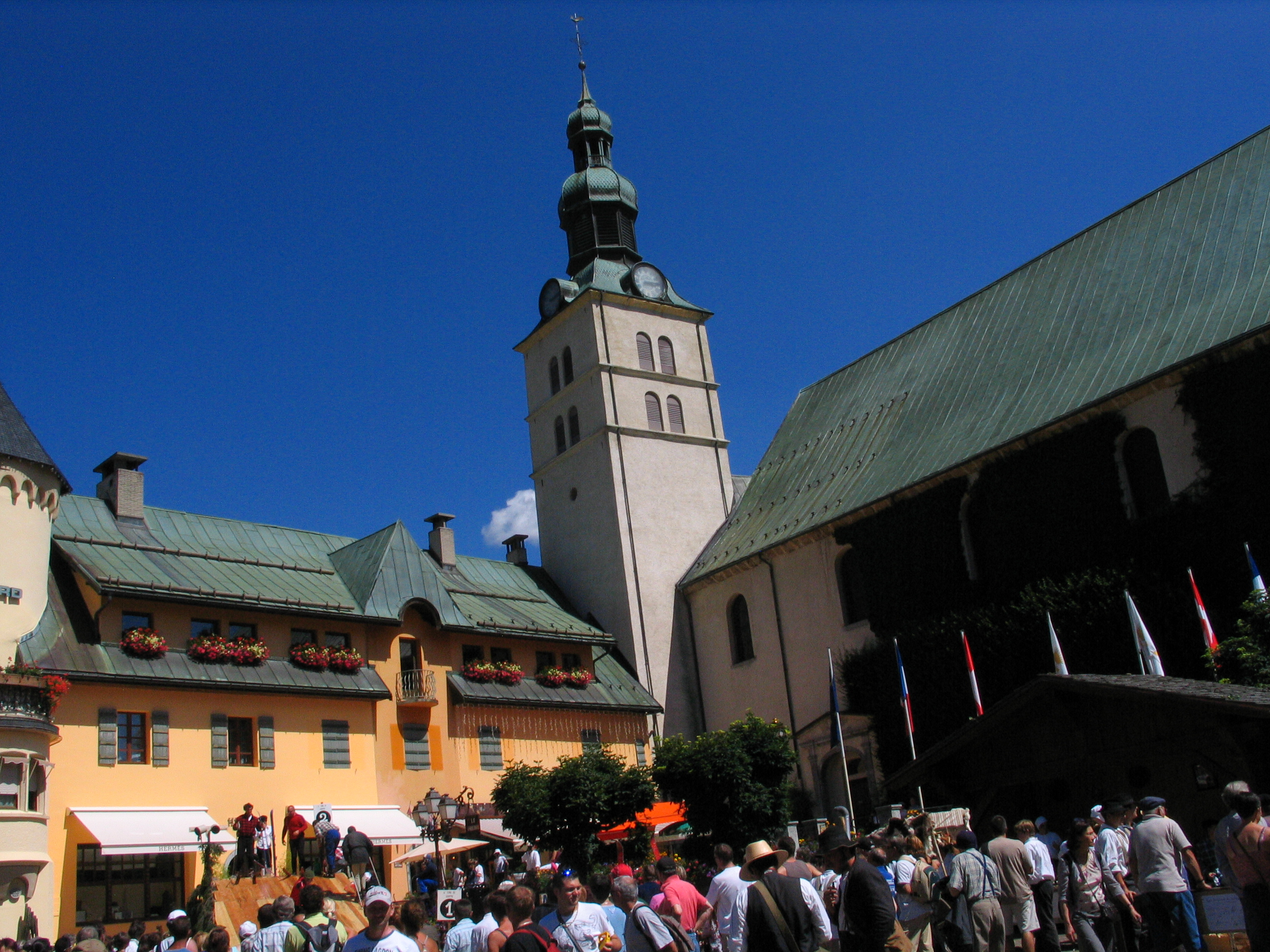
Megève, une des premières stations françaises.

- Les stations dites de « premières générations », c’est-à-dire des stations touristiques développées autour d’un village préexistant, à une attitude de 900-1200m, apparaissent en Savoie : Le Revard (proximité de Chambéry et Aix-les-Bains), Morzine (Chablais), Megève (Val d'Arly), en Tarentaise, Val-d'Isère, Pralognan-la-Vanoise, Saint-Bon, Peisey-Nancroix, Les Avanchers ou encore Bozel, un peu plus tard Méribel (1938). Il s'agit donc de villages de villégiature hivernal généralement accueillant des touristes l'été. Il faut toutefois attendre le deuxième temps de développement pour voir ces villages proposer des pratiques de sports d’hiver. Le souci de ces premières stations est un enneigement aléatoire dû à l’altitude peu élevée, ainsi que des pistes traversant des bois. Par ailleurs, les principaux clients de ces stations, l'aristocratie européenne, est fortement touchée par la Première Guerre mondiale. La création des congés payés en 1936 permet un nouvel essor.

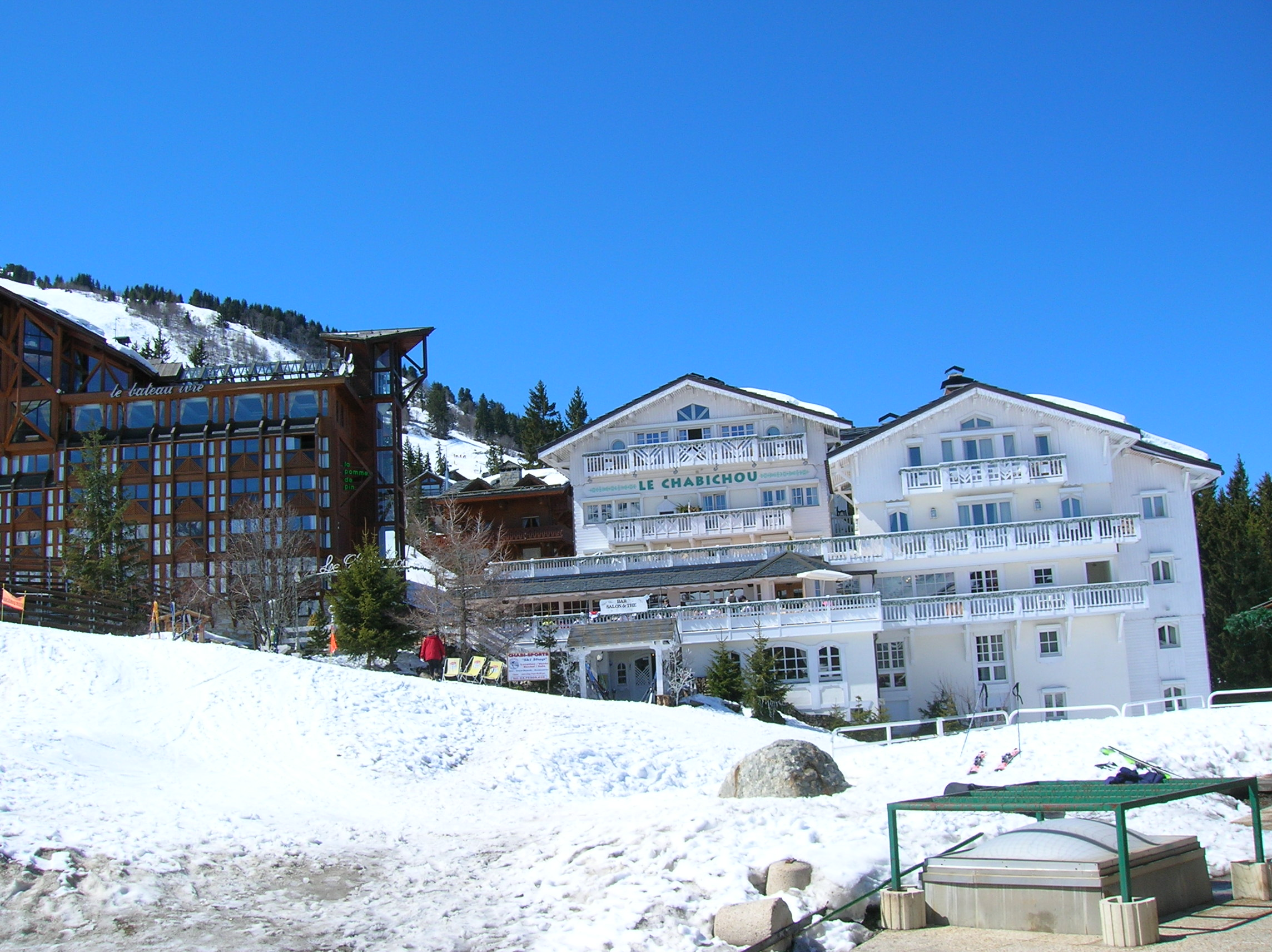
Courchevel, station dite de deuxième génération.

- Les collectivités locales s’intéressent à ce nouvel essor d’un tourisme hivernal. Les autorités régionales lancent des programmes de stations de ski créées ex nihilo, à une hauteur plus élevée, au niveau des alpages (1 600-1 800 m). On les appelle « stations de deuxième génération ». En 1945, le Conseil général de Savoie lance le projet de Courchevel 1800 sur la commune de Saint-Bon-Tarentaise. Il reprend un rapport lancé par le Gouvernement de Vichy en 1943[13]. La route départementale amène au chalet départemental auquel s’agrège des hôtels et des chalets, sans véritable plan d’urbanisme. Courchevel est le seul exemple en Savoie. Chamrousse et L'Alpe d'Huez, dans le département de l'Isère, en sont d'autres exemples.
- Dans les années soixante, l’afflux de touristes pousse les promoteurs à proposer aux communes alpines des projets de stations dites « intégrées », connues sous le nom de stations de troisième génération. Entièrement tournés vers la pratique du ski alpin, ces projets trouvent leur origine dans une volonté gouvernementale, parallèlement au développement des stations balnéaires de la côte languedocienne, dans un cadre de déclaration d’utilité publique offrant des facilités aux promoteurs privés et la possibilité d’expropriation (le fameux Plan neige). Le promoteur décide de l’ensemble des aménagements urbanistiques, commerciaux, techniques (remontées mécaniques…). Ces stations sont conçues à partir d’un point de chute (le parking), supérieur à 1 800 m, à proximité desquels se trouvent les immeubles en front de neige avec tout le confort et des services à proximité, généralement dans un site en forme d’amphithéâtre. On parle également de site en « Doigts de la main », la paume de la main représentant la station proprement dite, et où les doigts sont les remontées mécaniques qui accèdent au domaine skiable, convergeant vers la paume. Parmi les principaux exemples en Savoie : La Plagne (1961) sur la commune de Mâcot confiée à l’architecte-urbaniste Michel Bezançon (10 stations, 50 000 lits, 105 remontées mécaniques, 225 km de piste sur 10 000 ha, entre 1350 et 3 000 m) ; Tignes (créée en 1956, 1 station, 17 000 lits, 100 remontées mécaniques) ; Les Arcs (créées en 1968) ; Les Ménuires (créées en 1966) ; Flaine (créée en 1968) ou encore Avoriaz (créée en 1966), sous l’impulsion du Docteur Jean Vuarnet… Ces stations sont souvent accusées d’être des « usines à ski », non-respectueuses de l’environnement naturel.
- À partir de 1975, on assiste à l'émergence des stations dites de 4e génération ou stations-villages. Ce sont des villages « traditionnels » généralement développés autour d’un village existant (mais parfois ex nihilo). Plus soucieux des usages traditionnels et mieux intégrés à l’espace environnant, ces stations ont une dimension plus humaine (on bannit désormais les grandes résidences de tourisme). Parmi les exemples savoyards, citons Valmorel ; Les Karellis ou encore Termignon-la-Vanoise.

## Les Chiffres du Tourisme en Rhône-Alpes

### La fréquentation touristique
D'après l'Observatoire du Comité Régional du Tourisme, en 2008, Rhône-Alpes se situe en 2e position des régions choisies avec 9,1 % des nuitées. Elle se place ainsi derrière PACA (10,3 % des nuitées) et devant le Languedoc-Roussillon (3e région avec 8,1 % des nuitées).
Lyon est d'ailleurs la 2e ville touristique de France avec 6 millions de touristes par an, derrière Paris, mais devant Nice ou Strasbourg.
La région Rhône-Alpes a ainsi totalisé 154,5 millions de nuitées en 2008 (dont 25,5 % d'étrangers) tous types d'hébergements marchands confondus. Ce nombre était de 149,6 millions en 2007, soit une augmentation de 3 %. De 1995 à 2008, la région Rhône‐Alpes est passée de 130,6 millions de nuitées extra-régionales à 124,2 millions de nuitées, soit une diminution de 6,4 millions de nuitées réalisées par les étrangers et les français ne résidant pas en Rhône-Alpes. Le pic de fréquentation sur cette période est atteint en 1998, année de la Coupe du Monde de Football (2 villes sélectionnées en Rhône‐Alpes) avec 131,8 millions de nuitées et le niveau plancher est relevé en 2006, qui a connu un fort déficit d’enneigement avec 122 millions de nuitées, soit 9,8 millions de nuitées en moins en 8 ans.

### L'hébergement touristique
|                                                | Ain   | Ardèche | Drôme  | Isère  | Loire | Rhône  | Savoie | Haute-Savoie | Rhône-Alpes |
| ---------------------------------------------- | ----- | ------- | ------ | ------ | ----- | ------ | ------ | ------------ | ----------- |
| Hôtels                                         | 8020  | 5330    | 8 308  | 16 050 | 6 164 | 27 340 | 30 644 | 31 496       | 133 352     |
| Campings                                       | 13143 | 60 597  | 24 867 | 20 769 | 4 137 | 4 257  | 21 021 | 34 848       | 183 639     |
| Hébergements Collectifs                        | 4 020 | 7 698   | 6 618  | 14 608 | 2 549 | 2 341  | 37 435 | 32 858       | 108 127     |
| Meublés classés                                | 2 717 | 14 183  | 6 129  | 27 300 | nc    | 322    | 70 461 | 97 600       | 218 312     |
| Chambres d'Hôtes Gîte de France                | 847   | 1 622   | 1 071  | 1 178  | 770   | 1153   | 684    | 935          | 8260        |
| Chambres d'Hôtes Clévacances                   |       |         |        |        |       |        |        |              |             |
| Résidences de Tourisme                         | 2 195 | 2 504   | 80     | 17 600 | 0     | 1865   | 44 595 | 15 719       | 84 558      |
| Source : Observatoire du Tourisme Rhône Alpes. |       |         |        |        |       |        |        |              |             |

## Lieux touristiques

### Sites Naturels
- Le mont Blanc : culminant à 4 806 m d'altitude, le mont Blanc est le plus haut sommet de l'Europe occidentale et abrite les plus importants glaciers de France, les plus connus, sur le versant nord étant la Mer de Glace, le glacier d'Argentière, le glacier des Bossons et celui de Tré-la-Tête. 2 000 à 3 000 personnes réussissent son ascension chaque année.

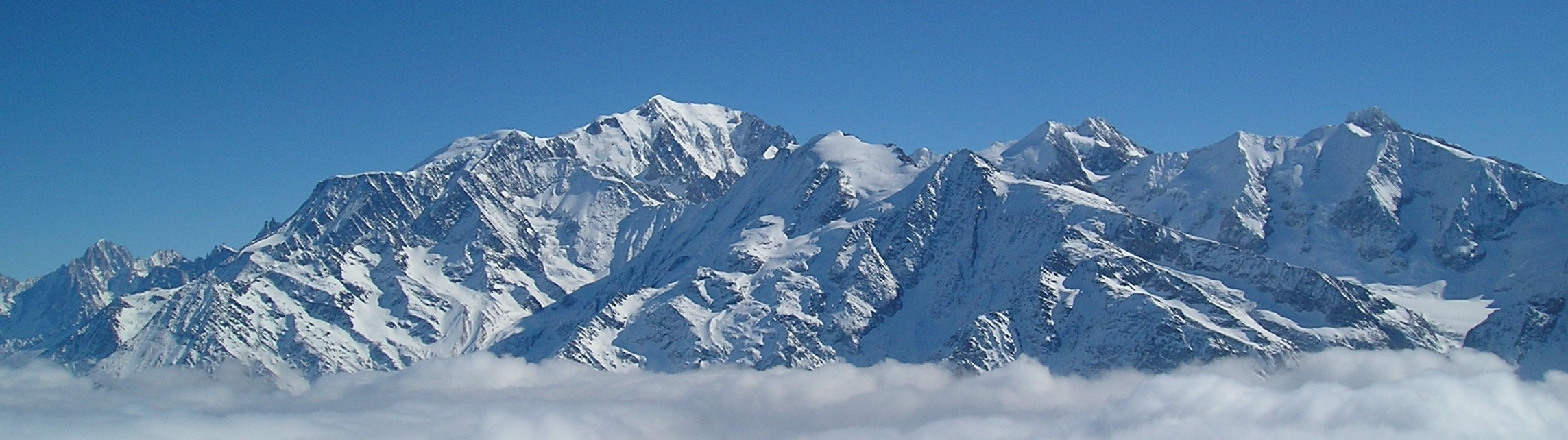
Le massif du Mont-Blanc, vue depuis la station de sports d'hiver des Contamines.

- Le lac Léman : le lac Léman est le plus grand lac d'Europe occidentale. D'une superficie de 582,4 km2, il est partagé par la Suisse et la France.

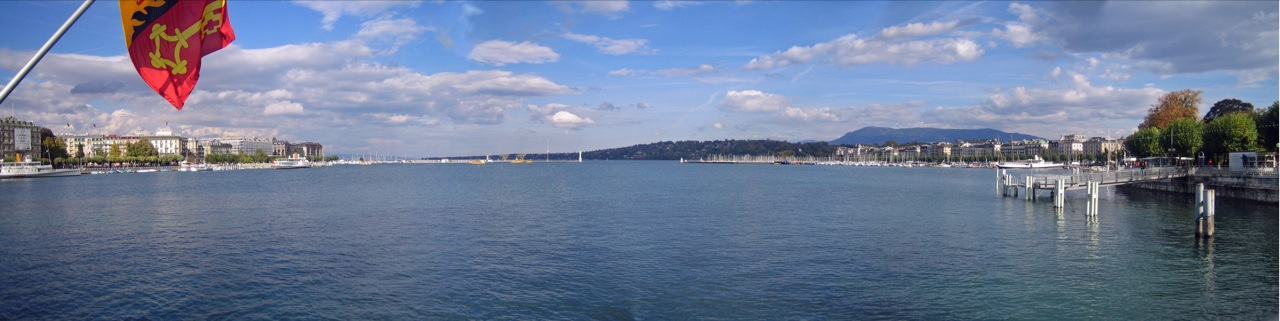
Le lac Léman à Genève en Suisse, panorama.

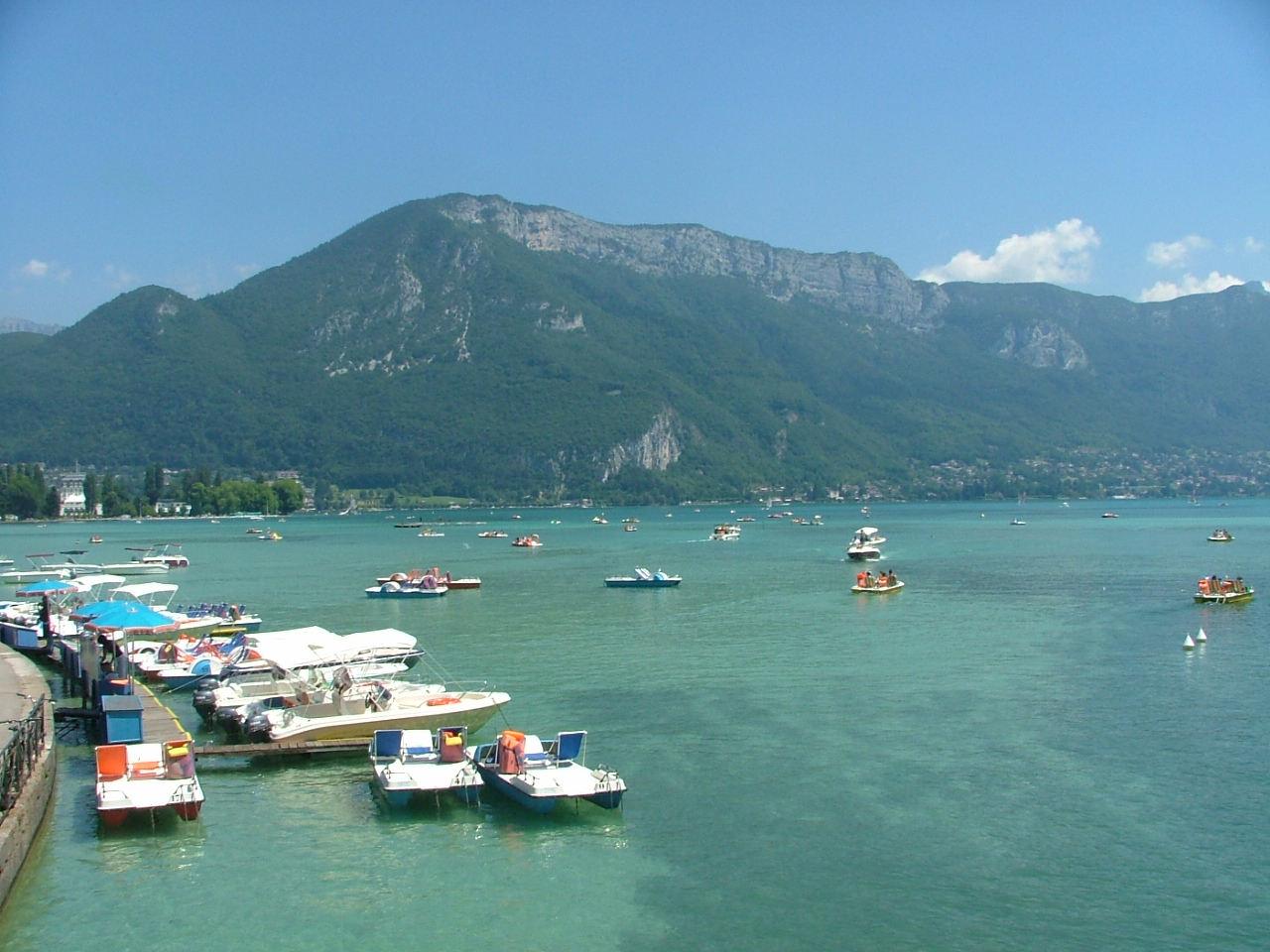
Le lac d'Annecy.

- Le lac d'Annecy : d'une superficie de 27,59 km2, le lac d'Annecy, en Haute-Savoie, est surtout réputé pour sa propreté, après avoir été l'un des plus pollués de France: alors victime du rejet des eaux usées, le SILA (Syndicat mixte du lac d’Annecy), créé en 1957 l'a alors totalement assaini. Enchâssé dans un environnement de montagne apprécié des touristes, le lac permet, grâce à de nombreuses plages et bases de loisirs, la pratique de la baignade et des sports nautiques.

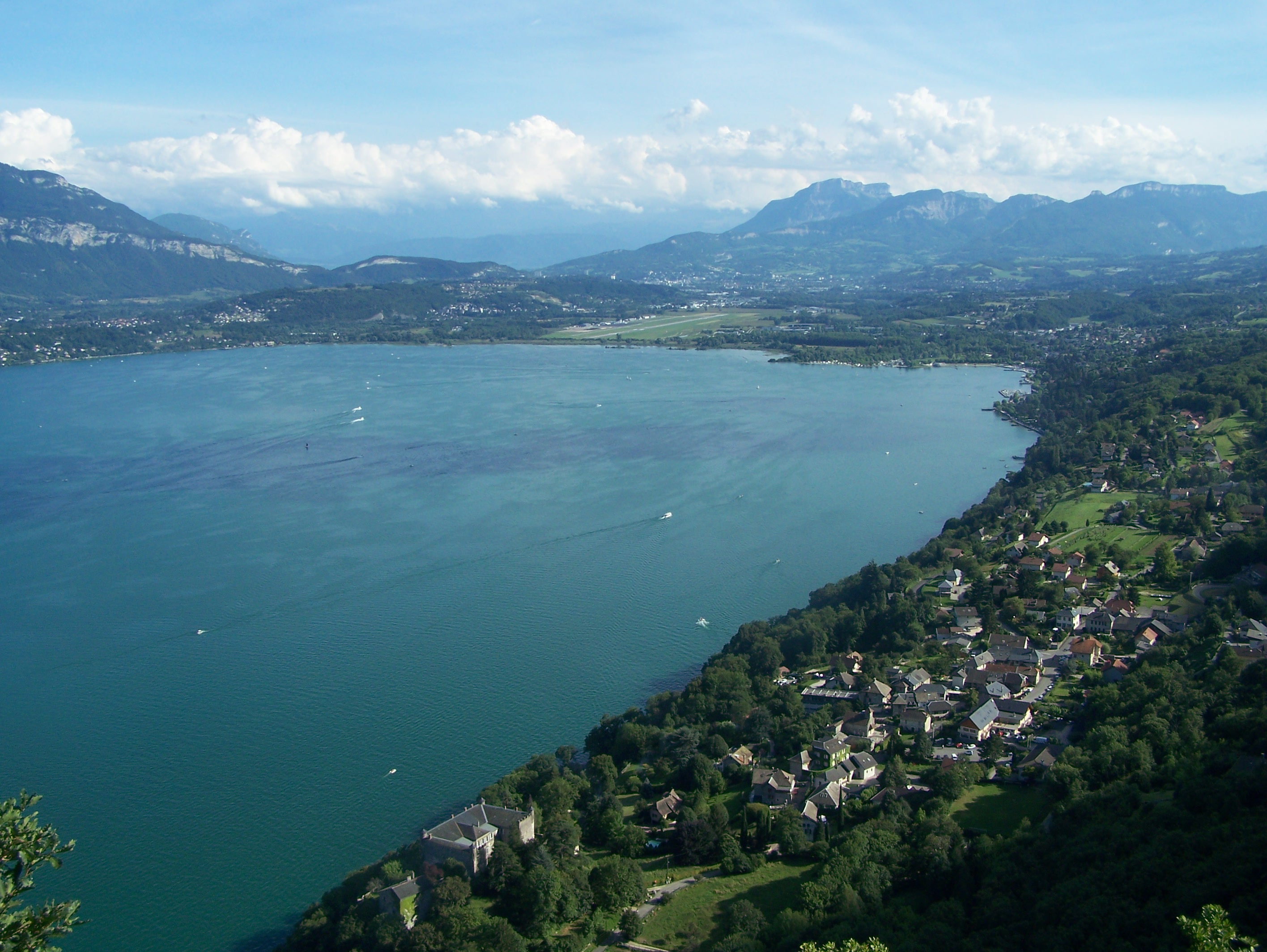
Le lac du Bourget.

- Le lac du Bourget : c'est le plus grand lac naturel d'origine glaciaire de France (44,5 km2). Le volume d'eau de ce lac équivaut à la consommation annuelle d'eau potable en France[14]. Situé en Savoie, il est notamment bordé par Aix-les-Bains (à l'est), tandis que la rive ouest est restée très sauvage (notamment à cause de son caractère abrupt).

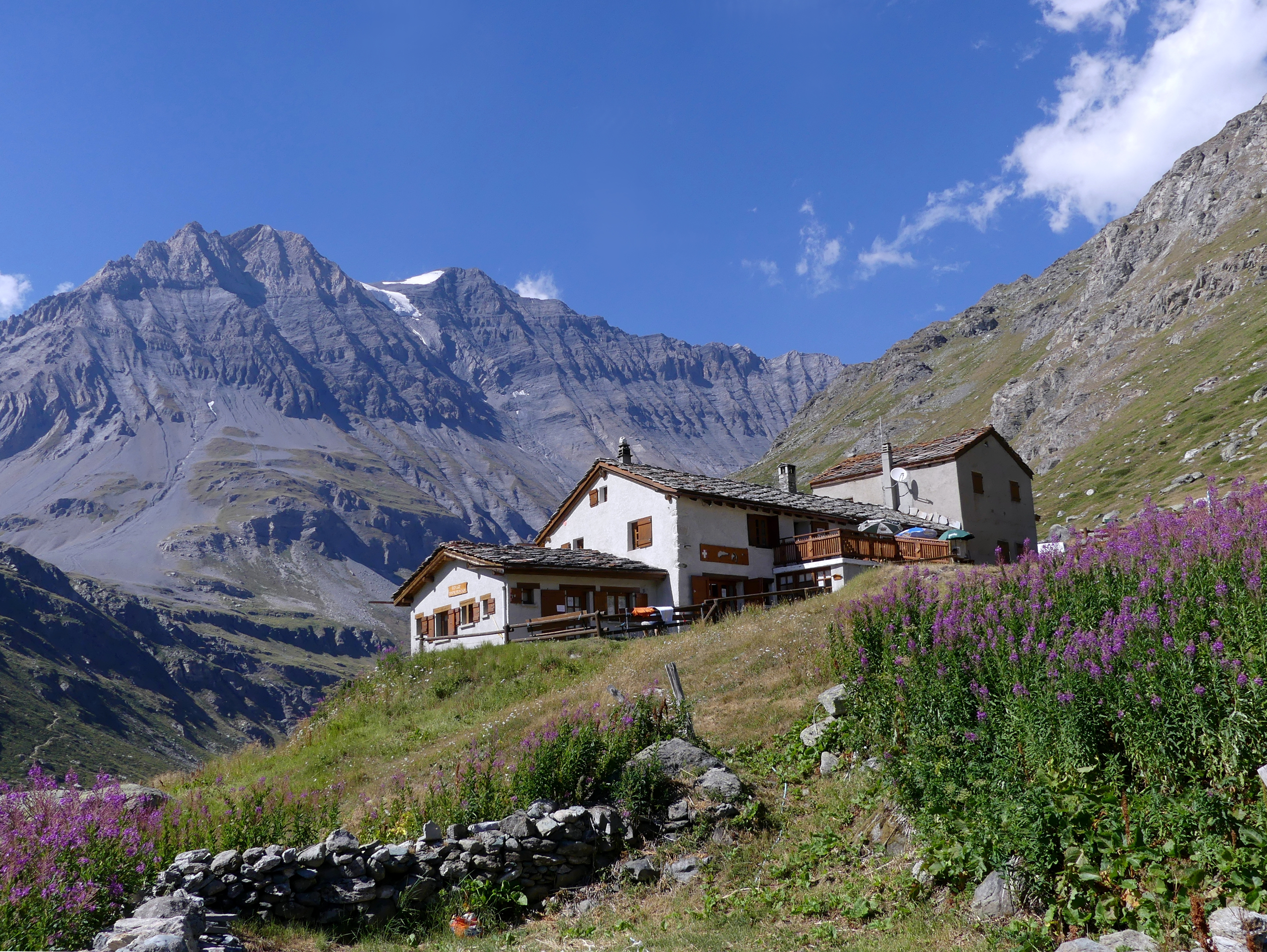
Le refuge Entre-Deux-Eaux, dans le vallon de la Leisse, dans le parc national de la Vanoise ; au fond la Grande Casse (3855 m).

- Le parc national de la Vanoise : situé en Savoie, et enchâssé entre les vallées de la Maurienne et de la Tarentaise, il s'agit du premier Parc national créé en France en 1963. À l'origine de ce projet : la sauvegarde du bouquetin dans le massif, exterminé après l’apparition des armes à feu. Aujourd'hui très apprécié des randonneurs (passage du GR5 et du GR55), le Parc de la Vanoise permet, au départ de ses six villes-portes (Pralognan-la-Vanoise, Peisey-Nancroix, Val d'Isère, Bonneval-sur-Arc, Termignon-la-Vanoise, Aussois), de profiter des glaciers, de ses nombreux lacs d'altitude, de sa faune abondante, ou de ses innombrables variétés végétales. Couvrant une surface de 52 800 hectares, le Parc de la Vanoise jouxte son homologue italien le Grand-Paradis, et l'on considère souvent que l’ensemble des deux constitue la surface protégée (125 000 hectares) la plus étendue d'Europe occidentale. Son point culminant est la Grande Casse (3 855 m).

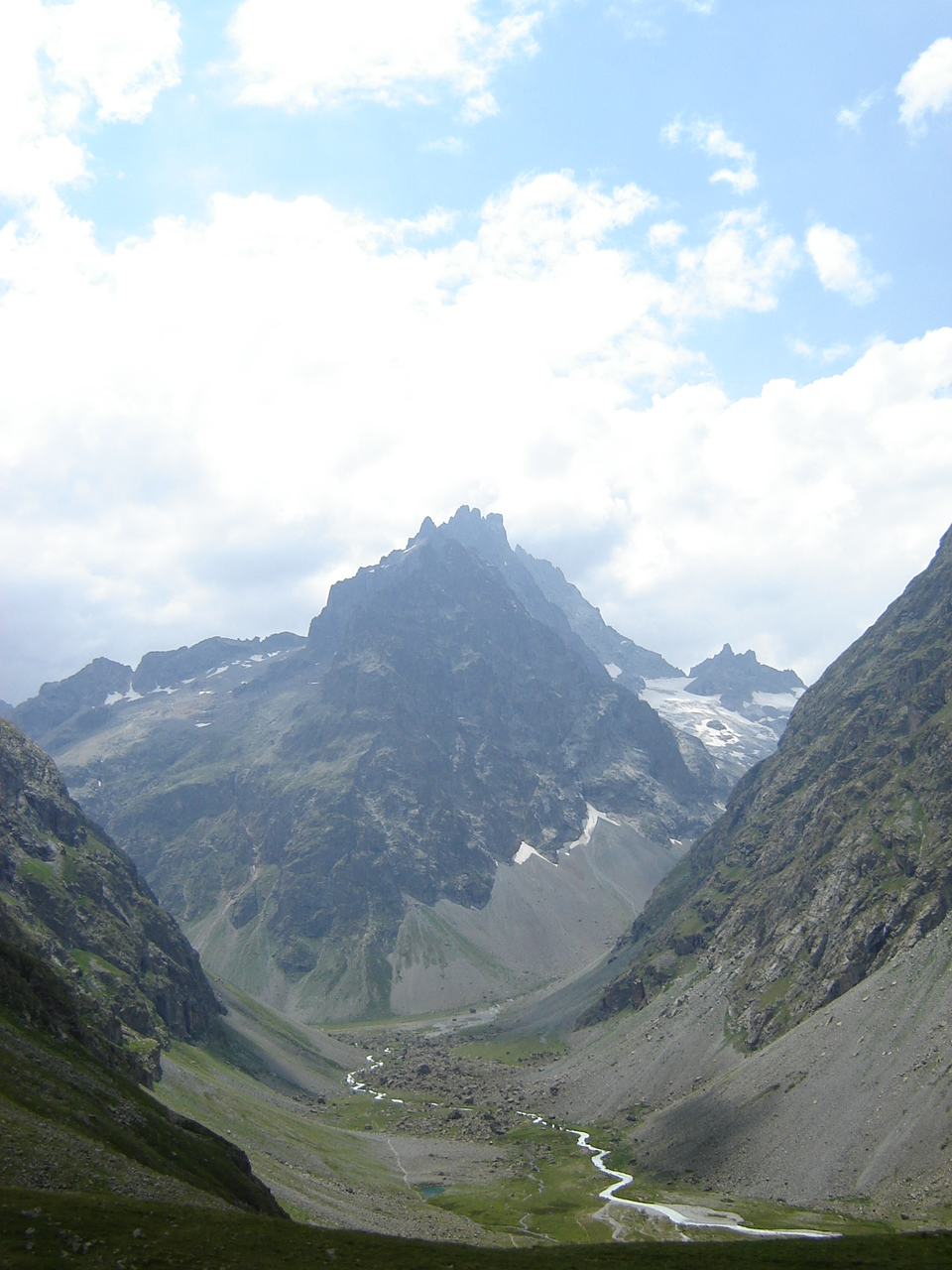
la Grande Ruine, Parc national des Écrins.

- Le parc national des Écrins : à cheval entre les départements de l'Isère (région Rhône-Alpes) et des Hautes-Alpes (région PACA), le Parc National des Écrins s'étend sur 91 800 hectares, soit le plus grand Parc National français. Créé en 1973, sous l’impulsion des alpinistes, des associations naturalistes et du Club Alpin Français, c'est un territoire de haute montagne qui culmine à 4 102 mètres à la Barre des Écrins. Au total, plus de 150 sommets dépassent « 3 000 m » et les glaciers y sont omniprésents (ils couvrent ainsi plus de 10 000 hectares de la surface du Parc[15])

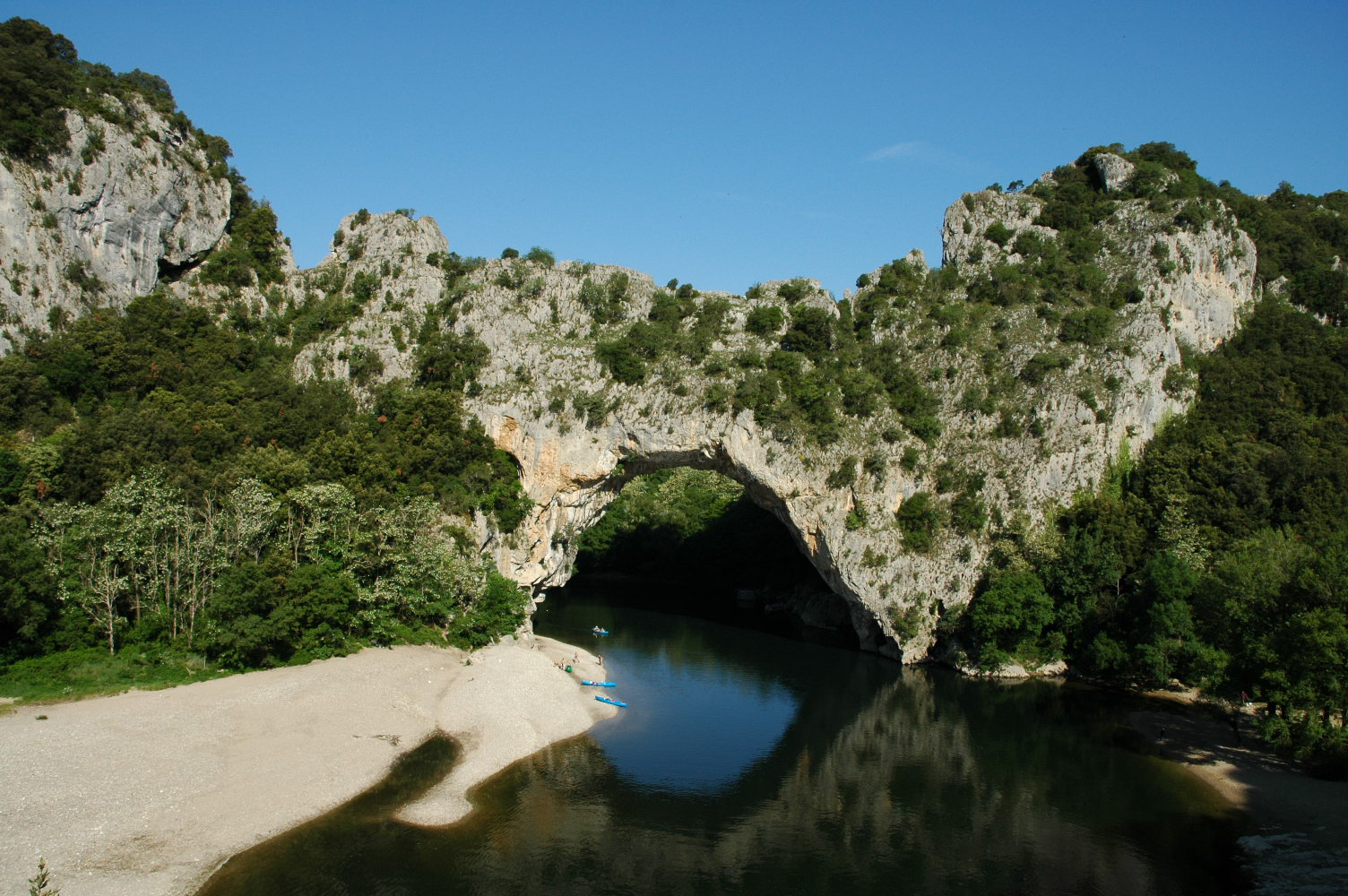
Pont d'Arc, l'entrée des Gorges de l'Ardèche.

- Les gorges de l'Ardèche : les gorges forment un véritable canyon d'une trentaine de kilomètres creusé dans le plateau calcaire entre le Pont d'Arc (Vallon-Pont-d'Arc) et Saint-Martin-d'Ardèche. Elles peuvent être suivies en voiture du côté nord par une route panoramique à travers la garrigue. Sur leur cours inférieur, elles forment la frontière entre les départements de l'Ardèche et du Gard. La descente en kayak peut se faire dans la journée ou en deux jours (avec une nuitée en bivouac), accompagnée ou non d'un moniteur.

### Stations de Sports d'Hiver

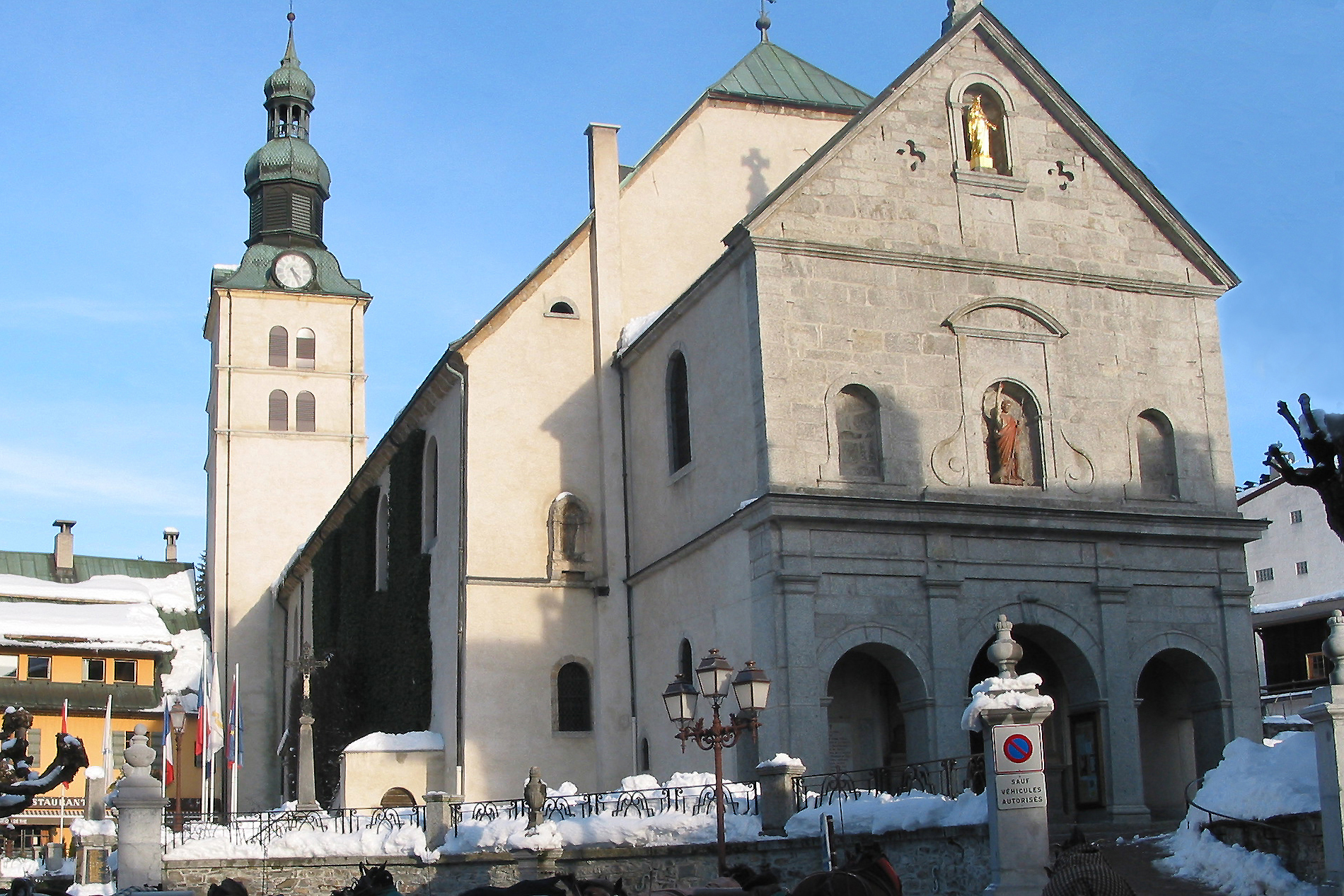
Megève.

- Megève: Située en Haute-Savoie, près de Sallanches, Megève est considérée comme une station de première 'génération' (voir plus haut). L'origine de cette station de prestige remonte à 1910, lorsque la famille Rothschild décida d'en faire leur destination de vacances privilégiée : il s'agissait alors pour eux de bâtir une concurrente française à la prestigieuse station suisse de Saint-Moritz. Aujourd'hui la station est reliée au domaine de ski Évasion Mont-Blanc (162 pistes, 450 km de pistes non reliées intégralement), et ainsi connectée aux stations de Combloux, La Giettaz, Saint-Gervais, Saint-Nicolas-de-Véroce, et Les Contamines-Montjoie.
- Courchevel: Cette station de ski a été créée en 1946 par l'architecte urbaniste Laurent Chappis, dans la vallée de la Tarentaise en Savoie. Le Conseil général de la Savoie de l'époque avait comme ambition de rendre la montagne accessible à tous, et surtout de contrer l'exode rural des jeunes en dynamisant l'économie du territoire : ils imposèrent donc la construction de cette station, dotée de nombreux logements, pour à la fois lancer le développement touristique de la Savoie et pour offrir des loisirs à prix accessibles. Bien loin de la vocation sociale qui l'a créée, Courchevel est désormais une des stations de ski les plus prestigieuse de la planète (elle abrite 6 palaces 5 étoiles : Les Airelles, L'Annapurna, Le Cheval Blanc, Le Kilimandjaro, Le Lana, Le Mélezin), et attire familles royales, stars du cinéma, et membres de la jet-set planétaire. Reliée aux stations de Méribel, La Tania, Brides-les-Bains, Saint-Martin-de-Belleville, Les Menuires, et Val Thorens, ils forment ensemble le domaine de ski des Trois Vallées, le plus grand domaine skiable au monde avec 600 km de pistes entièrement reliées par remontées mécaniques.

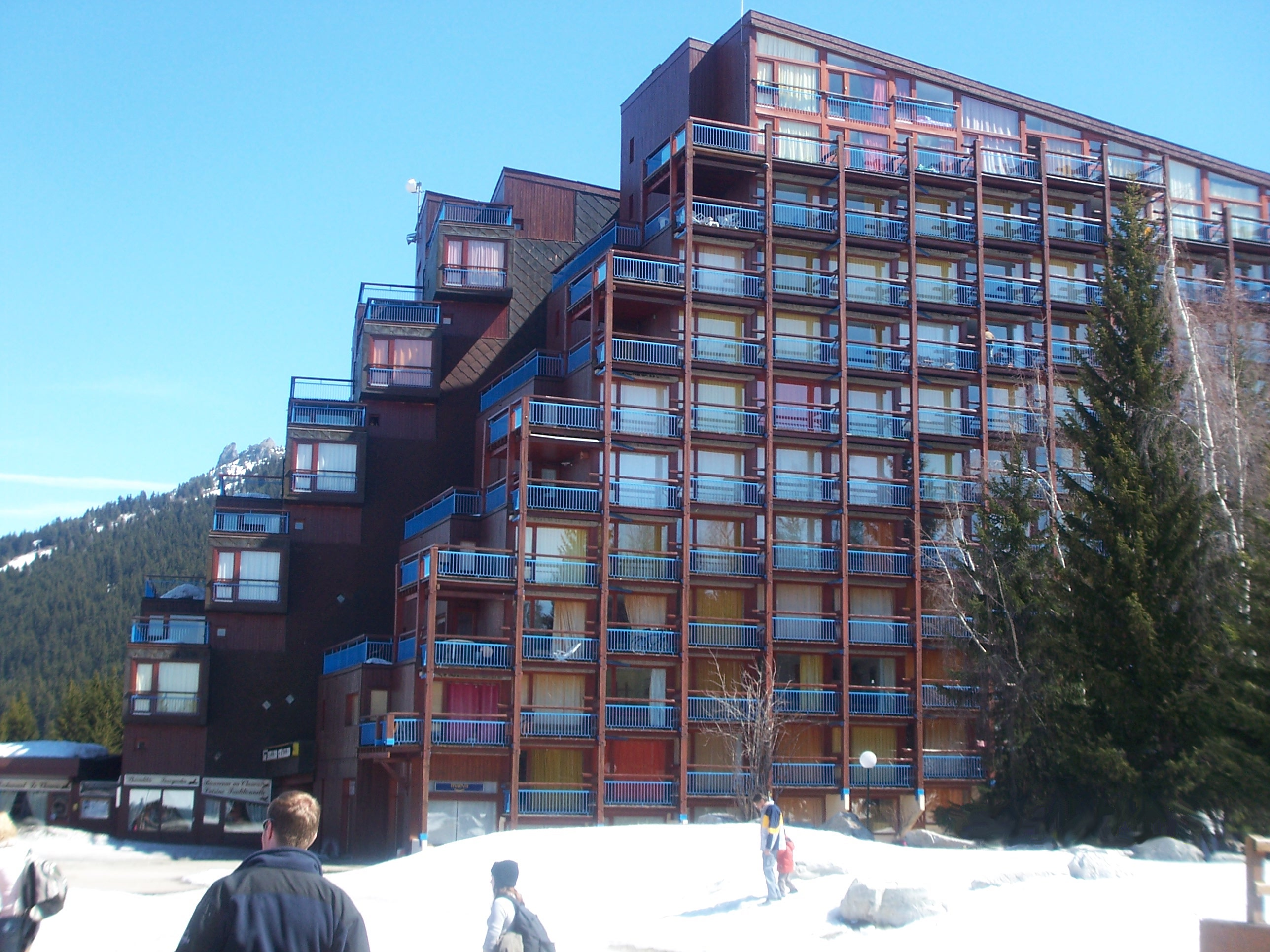
Les Arcs, et le "style" Charlotte Perriand.

- Les Arcs et La Plagne : La première fut créée en 1968 (première station: Arc 1600, nommée à l'époque Arc Pierre Blanche) par l'architecte Charlotte Perriand; La seconde, en 1961, par l'architecte Michel Bezançon. En Tarentaise (Savoie), ces deux stations intégrées forment le domaine Paradiski, créé en décembre 2003. En reliant les deux domaines de ces stations, le téléphérique Vanoise Express, disposant de la plus grande capacité de cabines du monde (200 places chacune), permet de passer en quelques minutes d’une vallée à l’autre. Ce domaine relié de 425 km de pistes est composé des stations de Bourg-Saint-Maurice, Les Arcs, Peisey-Vallandry, Montchavin, Les Coches, Montalbert, la Plagne, Aime La Plagne et Champagny-en-Vanoise

### Stations thermales
- Aix-les-Bains ;
- Allevard-les-Bains ;
- Brides-les-Bains ;
- Challes-les-Eaux ;
- Divonne-les-Bains ;
- Évian-les-Bains ;
- La Léchère ;
- Neyrac-les-Bains (Meyras) ;
- Montbrun-les-Bains ;
- Montrond-les-Bains ;
- Saint-Gervais-les-Bains ;
- Saint-Laurent-les-Bains ;
- Salins-les-Thermes ;
- Thonon-les-Bains ;
- Uriage-les-Bains ;
- Vals-les-Bains.

### Villes

#### Lyon

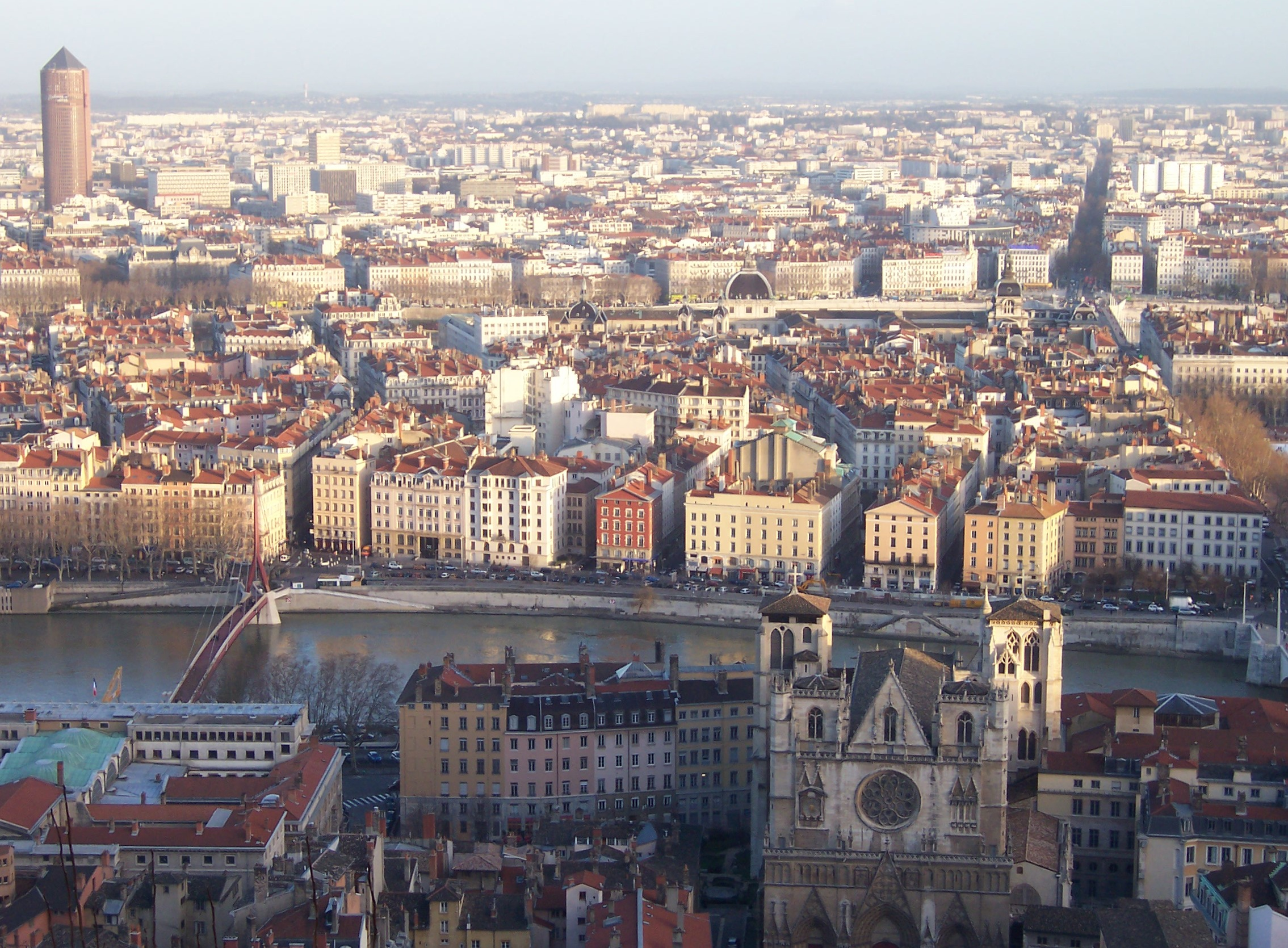
Lyon, vue depuis Fourvière.

En situation de carrefour géographique, au nord du couloir naturel de la vallée du Rhône (qui s'étend de Lyon à Marseille), entre le Massif central à l'ouest, et le massif alpin à l'est, la ville de Lyon occupe une position stratégique dans la circulation Nord-Sud en Europe. Ancienne capitale des Gaules au sein de l'Empire romain, Lyon devint une ville de foire à partir du Moyen Âge, puis une place financière de premier ordre de la Renaissance à la fin du XIXe siècle. Sa prospérité économique a été portée successivement par le monopole de la soie, puis par l'apparition des industries notamment textiles et chimiques.
La préfecture de la région Rhône-Alpes a conservé un patrimoine architectural important allant de l'époque romaine au XXe siècle en passant par la Renaissance et, à ce titre, est inscrite au Patrimoine mondial de l'UNESCO. À 470 km de Paris, 320 km de Marseille, et 160 km de Genève, Lyon constitue la deuxième agglomération de France et est un atout touristique de taille pour la région Rhône-Alpes. Chaque année, elle attire en effet de nombreux visiteurs, qui s'y rendent aussi bien pour la richesse de son patrimoine et son dynamisme culturel (La Fête des Lumières, organisée depuis 1852 attire plus de 3 millions de personnes tous les ans), que pour les affaires (La Part-Dieu est le deuxième quartier d'affaires français, après la Défense).

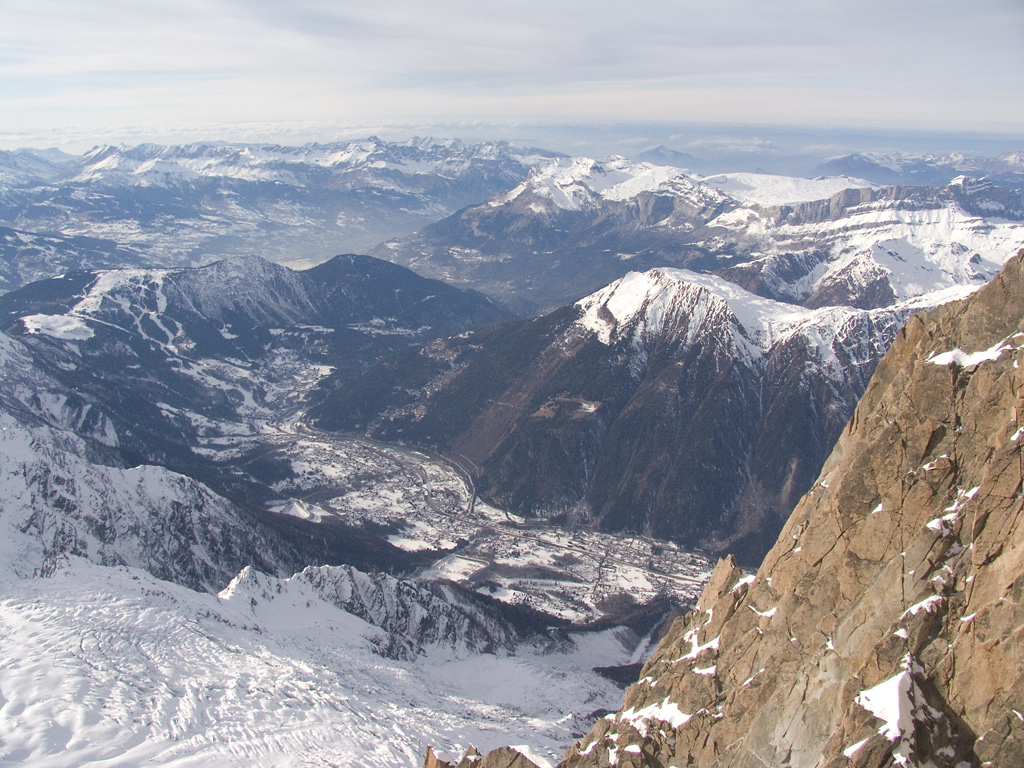
Chamonix, vue depuis l'Aiguille du Midi.

#### Chamonix
Avec la Mer de glace (819 820 entrées payantes en 2008), le téléphérique de l'Aiguille du Midi (461 904) et le Téléphérique du Brévent (296 849), Chamonix est le site le plus visité de toute la région Rhône-Alpes Situé en Haute-Savoie, à proximité du mont Blanc (lui-même le troisième site le plus visité au monde), Chamonix attire aujourd'hui une foule cosmopolite. Considérée comme le berceau de l'alpinisme, elle reçoit chaque année des milliers de grimpeurs, candidats à l'ascension du mont Blanc et d'autres sommets.

#### Valence

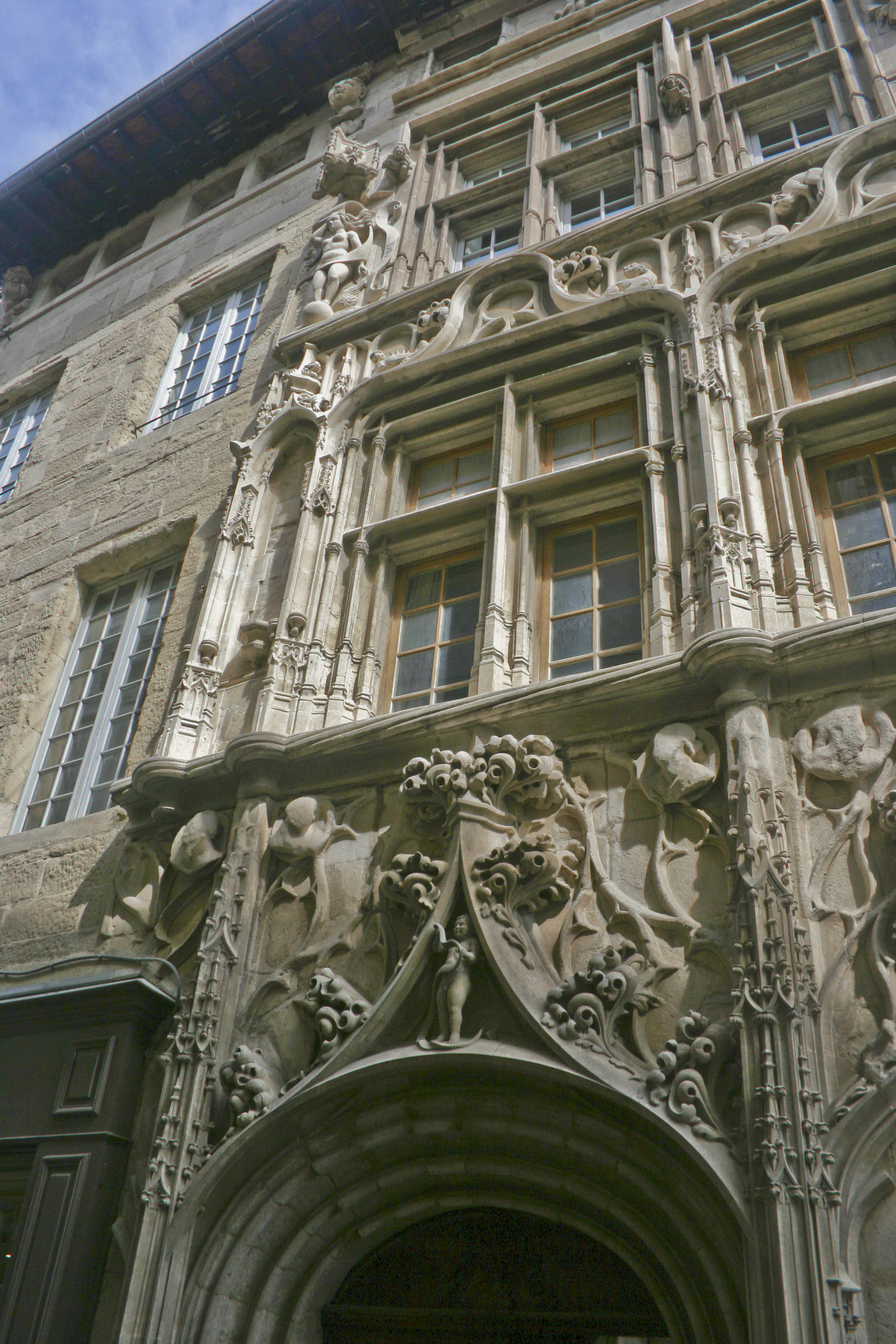
Maison des Têtes à Valence

La préfecture de la Drôme est le centre névralgique du sud de la région. Sa situation géographique place Valence au centre de l'axe méridien de la vallée du Rhône, au débouché de la vallée de l'Isère, voie d'accès vers les Alpes. Valence est la 5e commune de Rhône-Alpes par sa population, avec 66 354 habitants recensés en 2011 (135 000 habitants pour l'agglomération).
Située au cœur du couloir rhodanien, Valence est souvent désignée comme étant « la porte du Midi de la France ». La ville est historiquement rattachée au Dauphiné et fait aujourd'hui partie du réseau des Villes et pays d'art et d'histoire. Elle abrite plusieurs sites et lieux remarquables comme le Musée d'Art et d'Archéologie de Valence, la cathédrale Saint-Apollinaire et la Maison des Têtes, tous les trois situés dans le Vieux Valence.

#### Saint-Étienne
Préfecture de la Loire, elle est la 2e commune de la région Rhône-Alpes derrière Lyon, avec 172 696 habitants en 2008. Le patrimoine architectural remarquable de la ville, allant du XIVe siècle au XXe siècle, lui a valu en 2000 le label Villes et pays d'art et d'histoire. Elle est également une des grandes villes françaises qui possèdent le plus d'espaces verts intra-muros, avec plus de 700 hectares de parcs et jardins publics dispersés dans toute la ville.

#### Grenoble
La commune de Grenoble, préfecture de l'Isère est située entre les massifs du Vercors (au Sud-Ouest), de la Chartreuse (au Nord). La ville est principalement bâtie dans une plaine au confluent de l'Isère avec le Drac, au centre de l'Y grenoblois. Cette configuration permet de parler d’une « cuvette grenobloise », vallée singulièrement plate d'origine glaciaire. Grenoble est ainsi la ville la plus plate de France,, ce qui la rend propice au déplacement à vélo.

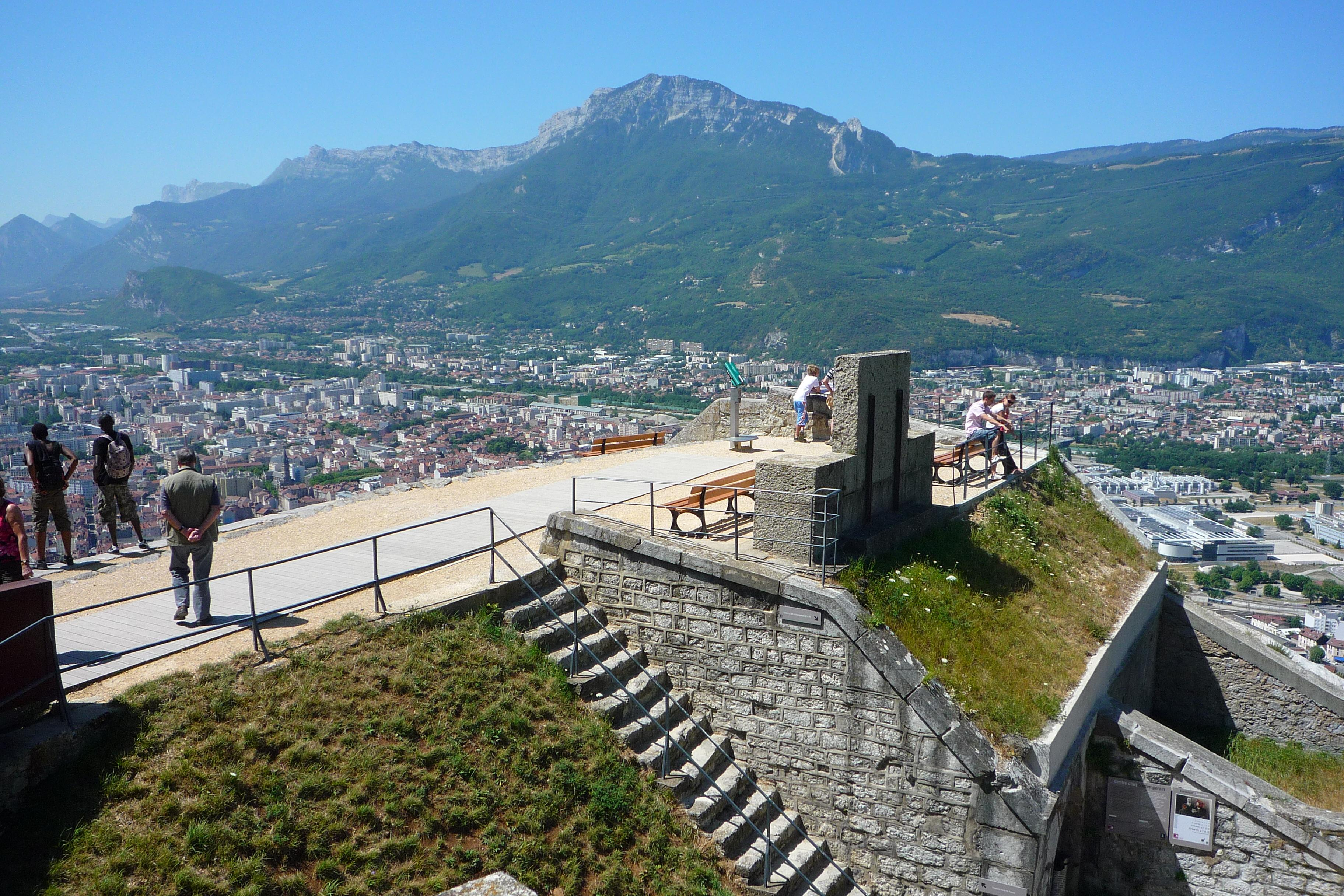
Fort de la Bastille.

Elle est dominée au nord par la colline de la Bastille, au sommet de laquelle une ancienne forteresse défensive a été construite à 475 mètres d'altitude dans la période 1824-1847. Le fort de la Bastille est accessible depuis le centre-ville par le téléphérique de Grenoble Bastille, dont les cabines appelées communément « les bulles », sont devenues le symbole de la ville depuis leur changement en 1976. L'autre symbole touristique de la ville est l'ensemble de ses musées, dont l'un des plus importants en France par sa diversité est le Musée de Grenoble.
Aujourd'hui, centre de première importance en nanotechnologies, Grenoble a su se diversifier au fil des siècles, passant de l'industrie gantière à celle de l'hydroélectricité puis à celles du nucléaire et de l'électronique. Le cimetière Saint-Roch ouvert en 1810 symbolise la prospérité économique d'une ville restée trop longtemps enfermée dans ses différentes générations de remparts. Avec 824 tombes classées remarquables en 2005, tant sur le plan architectural qu'historique, la plupart des noms célèbres de la ville y figurent, comme ceux des maires, industriels, artistes, militaires ou personnages divers.

#### Annecy
Surnommée « la Venise des Alpes », la préfecture de la Haute-Savoie est une destination touristique très en vue, grâce notamment à la présence de son lac. Classée Ville d'Art et d'Histoire, elle abrite de nombreux monuments et lieux culturels de premier ordre, et a été désignée en mars 2009 comme candidate pour représenter la France à l'organisation des Jeux olympiques d'hiver de 2018.

#### Chambéry
La préfecture de la Savoie est située dans une large vallée délimitée à l'est par le Massif des Bauges, au sud par le Mont Granier (Chartreuse) et la Chaîne de Belledonne, à l'ouest par la chaîne de l'Épine (montagne la plus méridionale du Jura) et au nord par le lac du Bourget. Cette position privilégiée a permis à Chambéry d'être pendant plusieurs siècles la capitale politique des comtes de Savoie, et lui a valu plus tard le titre de "capitale historique des États de Savoie". Cet héritage culturel et historique d'envergure lui a permis d'obtenir le label Villes et pays d'art et d'histoire.

#### Vienne
La commune de Vienne, une des sous-préfectures de l'Isère, au nord du couloir naturel de la vallée du Rhône (qui s'étend de Lyon à Marseille), est située entre le Parc naturel régional du Pilat (au Sud-Ouest) et les prés-collines des Terres froides. La ville est classée Ville d'Art et d'Histoire. Ancienne capitale des Allobroges (tribu gauloise puis romaine qui s'étendait jusqu'à Genève), elle abrite de nombreux monuments romains et églises.

### Plus Beaux Villages de France
Ain :
- Pérouges.

Ardèche :
- Balazuc ;
- Vogüé.

Drome :
- La Garde-Adhémar ;
- Mirmande ;
- Le Poët-Laval ;
- Montbrun-les-Bains.

Isère :
- Saint-Antoine-l'Abbaye.

Loire :
- Sainte-Croix-en-Jarez.

Rhône :
- Oingt.

Savoie :
- Bonneval-sur-Arc.

Haute-Savoie :
- Sixt-Fer-à-Cheval ;
- Yvoire.

### Golfs

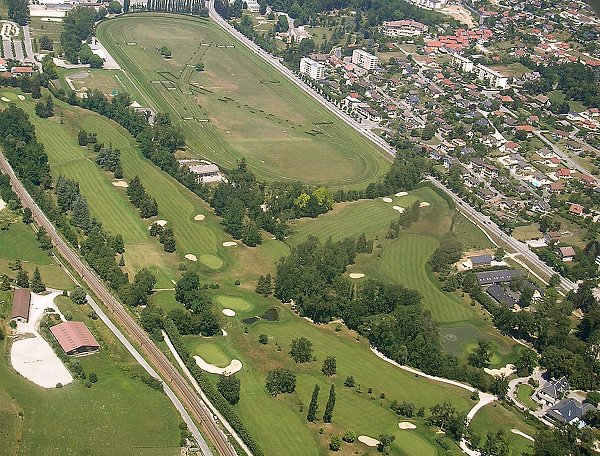
Vue aérienne du Golf d'Aix-les-Bains.

- Golf d'Aix-les-Bains ;
- Golf de Chamonix ;
- Evian Masters Golf Club ;
- Golf de Saint-Étienne.

### Casinos
- Casino Grand Cercle à Aix-les-Bains ;
- Impérial Palace à Annecy ;
- Casino de Montrond-les-Bains

#### Liens institutionnels
- Rhône-Alpes Tourisme : Toute l'information officielle du tourisme en Rhône-Alpes
- Savoie Mont Blanc Tourisme (Savoie et Haute-Savoie)
- Comité départemental du tourisme de l'Isère
- Comité départemental du tourisme de l'Ardèche
- Comité départemental du tourisme de la Drôme
- Comité départemental du tourisme de l'Ain
- Comité départemental du tourisme du Rhône
- Comité départemental du tourisme de la Loire
- Site du Parc National de la Vanoise
- Site du Parc National des Écrins

#### Liens utiles
- Liste des offices de tourisme de la région Rhône-Alpes